# 調号
調号（ちょうごう、英: key signature）は、西洋音楽の楽譜記譜にあたって用いられる、変化記号のセットである。主として、五線の最初に置かれる。調によって、どのように置くかが決まるため、調号(もしくは調子記号)と呼ばれる。
伝統的な西洋音楽とその記譜法は全音階を基礎としているため、調号は♯または♭のどちらかをもっぱら使うか全く使わないかであり、♯と♭を混用することはない。
調号としての♯または♭の個数は、一般に7個までである。♯の調号はF-C-G-D-A-E-B(H)の順に、♭の調号はB-E-A-D-G-C-Fの順に増えるが、この理由は五度圏の図に示されている。

五度圏

音部記号によって、それぞれの記号を五線のどこに書くかが決まっており、ト音記号（ヴァイオリン記号）の最初の♯は、第1間には置かず、第5線に置く。ただし、古い時代の譜面では、下第1間から上第1間に収まる範囲で、該当する全ての音に調号を付ける記譜法も見られる。例えば、ト音記号でのニ長調なら第1間、第3間と第5線の3箇所に♯を付けるというものである）
調号において、シャープやフラットの効力は、オクターヴにかかわらず、その五線の同じ音名のすべての音に及ぶ。

## 一覧
| 調号   | 長調   | 短調   |
| ------ | ------ | ------ |
| ♯♭なし | ハ長調 | イ短調 |

| 調号 | 追加する♯ | 長調     | 短調     | 調号 | 追加する♭ | 長調     | 短調     |
| ---- | --------- | -------- | -------- | ---- | --------- | -------- | -------- |
| ♯1個 | F♯        | ト長調   | ホ短調   | ♭1個 | B♭        | ヘ長調   | ニ短調   |
| ♯2個 | C♯        | ニ長調   | ロ短調   | ♭2個 | E♭        | 変ロ長調 | ト短調   |
| ♯3個 | G♯        | イ長調   | 嬰ヘ短調 | ♭3個 | A♭        | 変ホ長調 | ハ短調   |
| ♯4個 | D♯        | ホ長調   | 嬰ハ短調 | ♭4個 | D♭        | 変イ長調 | ヘ短調   |
| ♯5個 | A♯        | ロ長調   | 嬰ト短調 | ♭5個 | G♭        | 変ニ長調 | 変ロ短調 |
| ♯6個 | E♯        | 嬰ヘ長調 | 嬰ニ短調 | ♭6個 | C♭        | 変ト長調 | 変ホ短調 |
| ♯7個 | B♯        | 嬰ハ長調 | 嬰イ短調 | ♭7個 | F♭        | 変ハ長調 | 変イ短調 |

### ダブルシャープやダブルフラットを用いる調号
ダブルシャープやダブルフラットを用いる調号は理論的には存在しうるが（嬰ト長調、嬰ホ短調、変ヘ長調、変ニ短調など）、これらの調は楽曲の途中において転調の過程で一時的に現れ、臨時記号で示されることが大半であり、曲の主調として用いられることは稀なので、通常は異名同音調の調号に置き換えられ（嬰ト長調→変イ長調、嬰ホ短調→ヘ短調、変ヘ長調→ホ長調、変ニ短調→嬰ハ短調）、使われることは極めて稀である。
| { \new Staff \with{ \magnifyStaff #3/2 } << \time 1/4 \override Score.TimeSignature #'stencil = ##f { \clef treble \key gis \major s16 ^\markup "" } >> } | { \new Staff \with{ \magnifyStaff #3/2 } << \time 1/4 \override Score.TimeSignature #'stencil = ##f { \clef treble \key as \major s16 ^\markup "" } >> } |
| 嬰ト長調・嬰ホ短調 | 異名同音調の変イ長調・ヘ短調 |

| 長調                  | 調号 | 短調                |
| --------------------- | ---- | ------------------- |
| 変ヘ長調 (ホ長調)     | ♭×8  | 変ニ短調 (嬰ハ短調) |
| 重変ロ長調 (イ長調)   | ♭×9  | 変ト短調 (嬰ヘ短調) |
| 重変ホ長調 (ニ長調)   | ♭×10 | 変ハ短調 (ロ短調)   |
| 重変イ長調 (ト長調)   | ♭×11 | 変ヘ短調 (ホ短調)   |
| 重変ニ長調 (ハ長調)   | ♭×12 | 重変ロ短調 (イ短調) |
| 重変ト長調 (ヘ長調)   | ♭×13 | 重変ホ短調 (ニ短調) |
| 重変ハ長調 (変ロ長調) | ♭×14 | 重変イ短調 (ト短調) |
| 嬰ト長調 (変イ長調)   | ♯×8  | 嬰ホ短調 (ヘ短調)   |
| 嬰ニ長調 (変ホ長調)   | ♯×9  | 嬰ロ短調 (ハ短調)   |
| 嬰イ長調 (変ロ長調)   | ♯×10 | 重嬰ヘ短調 (ト短調) |
| 嬰ホ長調 (ヘ長調)     | ♯×11 | 重嬰ハ短調 (ニ短調) |
| 嬰ロ長調 (ハ長調)     | ♯×12 | 重嬰ト短調 (イ短調) |
| 重嬰ヘ長調 (ト長調)   | ♯×13 | 重嬰ニ短調 (ホ短調) |
| 重嬰ハ長調 (ニ長調)   | ♯×14 | 重嬰イ短調 (ロ短調) |